# John Hedman
John Lennart Hedman, född 28 september 1913 i Vigge, Bergs socken, Jämtlands län, död där 19 juli 1994, var en svensk målare och tecknare.
Han var son till hemmansägaren Magnus Hedman och Märta Jonsson och från 1940 gift med Ulla Liljenberg. Hedman studerade vid Otte Skölds målarskola 1933-1935 och för Hilding Linnqvist och Sven Erixson vid Konsthögskolan i Stockholm 1937-1943. Separat ställde han ut på bland annat Galleri Brinken i Stockholm och tillsammans med Ragnar Godin och Rune Jansson i Trollhättan. Han medverkade i samlingsutställningar med Sveriges allmänna konstförening och i utställningen Norrlänningar på Liljevalchs konsthall. Hans konst består av målade landskap från Jämtland, porträtt, interiörer från Värmland, snömotiv, blomstilleben, akter och motiv från den nordiska gudasagan. Han erhöll 1944 tredje pris i en tävlan om utsmyckning för Östersunds högre allmänna läroverk. Hedman är representerad vid Östersunds museum och Örebro läns museum samt i Östersunds konstklubb och Sundsvalls konstförenings samlingar.